# Lynn (Alabama)
Lynn és una població dels Estats Units a l'estat d'Alabama. Segons el cens del 2000 tenia 597 habitants.

## Demografia
Segons el cens del 2000, Lynn tenia 597 habitants, 259 habitatges, i 184 famílies. La densitat de població era de 35,2 habitants/km².
Dels 259 habitatges en un 29,7% hi vivien nens de menys de 18 anys, en un 60,6% hi vivien parelles casades, en un 8,1% dones solteres, i en un 28,6% no eren unitats familiars. En el 27% dels habitatges hi vivien persones soles el 12% de les quals corresponia a persones de 65 anys o més que vivien soles. El nombre mitjà de persones vivint en cada habitatge era de 2,31 i el nombre mitjà de persones que vivien en cada família era de 2,75.
Per edats la població es repartia de la següent manera: un 22,1% tenia menys de 18 anys, un 5,9% entre 18 i 24, un 31,5% entre 25 i 44, un 26,6% de 45 a 60 i un 13,9% 65 anys o més.
L'edat mediana era de 39 anys. Per cada 100 dones hi havia 87,7 homes. Per cada 100 dones de 18 o més anys hi havia 81,6 homes.
La renda mediana per habitatge era de 26.125 $ i la renda mediana per família de 32.955 $. Els homes tenien una renda mediana de 30.357 $ mentre que les dones 24.375 $. La renda per capita de la població era de 18.932 $. Aproximadament el 13,2% de les famílies i el 21,5% de la població estaven per davall del llindar de pobresa.

## Poblacions properes
El següent diagrama mostra les poblacions més properes.